# Waterbury (Nebraska)
Waterbury é uma vila localizada no estado americano de Nebraska, no Condado de Dixon.

## Demografia
Segundo o censo americano de 2000, a sua população era de 89 habitantes.
Em 2006, foi estimada uma população de 87, um decréscimo de 2 (-2.2%).

## Geografia
De acordo com o United States Census Bureau, a localidade tem uma área de 0,4 km², sem área coberta por água. Waterbury localiza-se a aproximadamente 399 m acima do nível do mar.

## Localidades na vizinhança
O diagrama seguinte representa as localidades num raio de 16 km ao redor de Waterbury.